# Рука Бога (фільм)
«Рука Бога» (італ. È stata la mano di Dio) — художній фільм італійського режисера Паоло Соррентіно з Тоні Сервілло в головній ролі. Його прем'єра відбулася у вересні 2021 року на 78-му Венеційському кінофестивалі, а масовий реліз відбудеться пізніше на сайті Netflix. Фільм висунуто на премію «Оскар» у номінації «Найкращий фільм іноземною мовою» від Італії.

## Сюжет
У 1980-х роках молодий Фабієтто (Філіппо Скотті) живе вдома в Неаполі зі своїм батьком Саверіо Скіза (Тоні Сервілло) та матір'ю Марією Скіза (Тереза Сапонанджело). У нього не так багато друзів і немає коханої, він хоче вивчати філософію у коледжі. Поки що він переважно слухає музику і дивиться, як Дієго Марадона грає за його рідну команду «Наполі». Його брат Марчіно (Марлон Жубер) ходить на акторські проби і співчуває його прихильності до їхньої емоційно проблемної тітки Патріції (Луїза Раньєрі). Потім у сім'ї Скіза трапляється трагедія, і Фабієтто дорослішає у жорстокій та грубій формі.
Деталі сюжету до прем'єри трималися у таємниці. Через назву виникло припущення, що фільм розповідатиме про футболіста Дієго Марадону. Адвокат останнього влітку 2020 навіть заявив, що обмірковує судовий позов до Netflix через неправомірне використання образу спортсмена; проте керівництво компанії відповіло, що Марадона у картині не з'явиться і що фільм стане скоріше особистою історією, пов'язаною зі спогадами Соррентіно.

## У ролях
- Філіппо Скотті
- Тоні Сервілло
- Тереза Сапонанджело

## Виробництво та прем'єра
Проект було анонсовано у липні 2020 року. З самого початку було відомо, що режисером стане Соррентіно, а дистриб'ютором — Netflix. У вересні 2020 року Тоні Сервілло отримав головну роль. Зйомки пройшли у Неаполі. Прем'єра відбулася у вересні 2021 року на 78-му Венеційському кінофестивалі.

## Нагороди
- 2021 — Приз Великого журі на Венеційському кінофестивалі